# Мішель Руссо (плавець)
Мішель Руссо (фр. Michel Rousseau, 8 червня 1949) — французький плавець.
Учасник Олімпійських Ігор 1968, 1972, 1976 років.
Призер Чемпіонату світу з водних видів спорту 1973 року.
Чемпіон Європи з водних видів спорту 1970 року.